# Primula veris

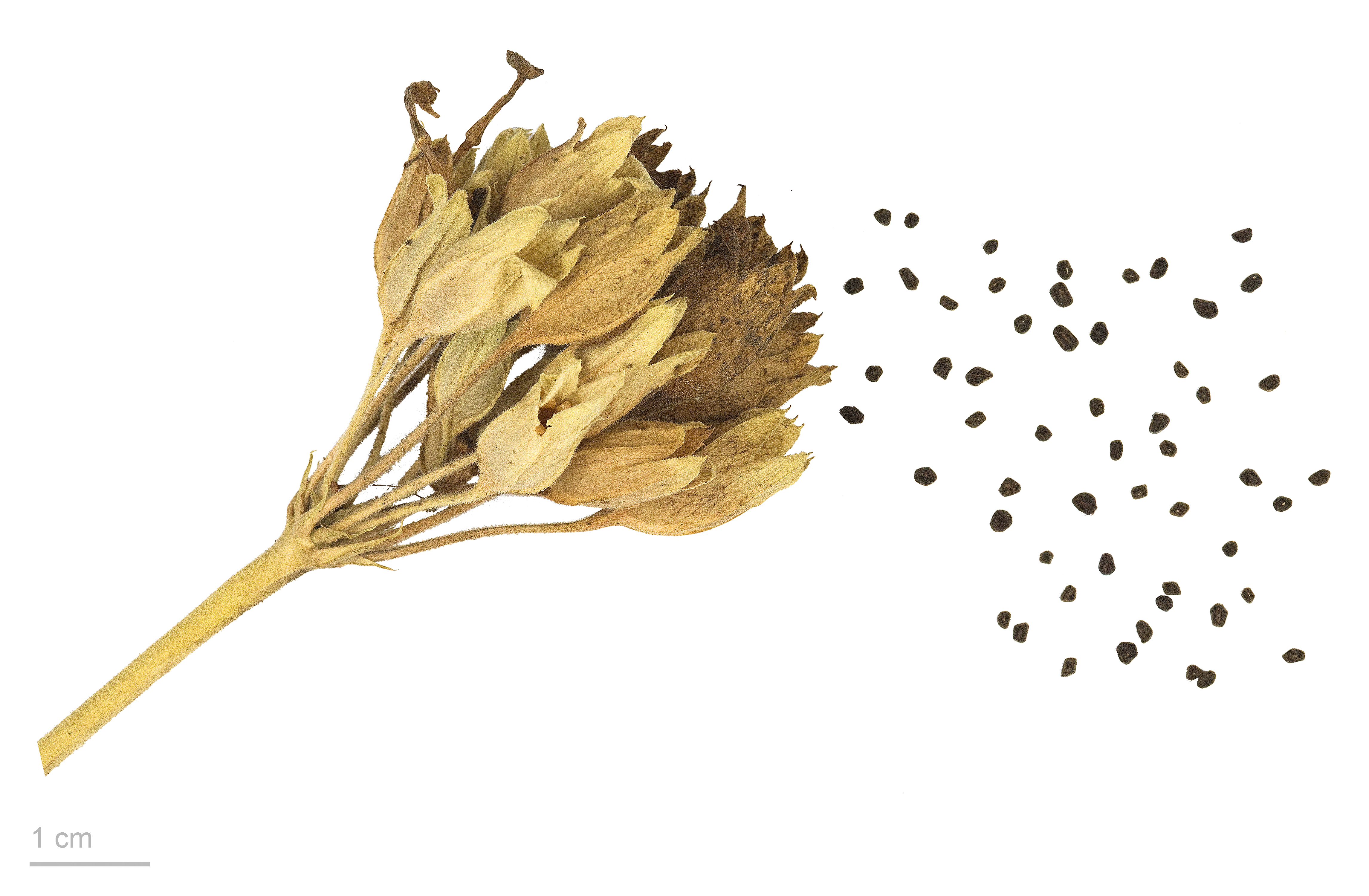
Primula veris

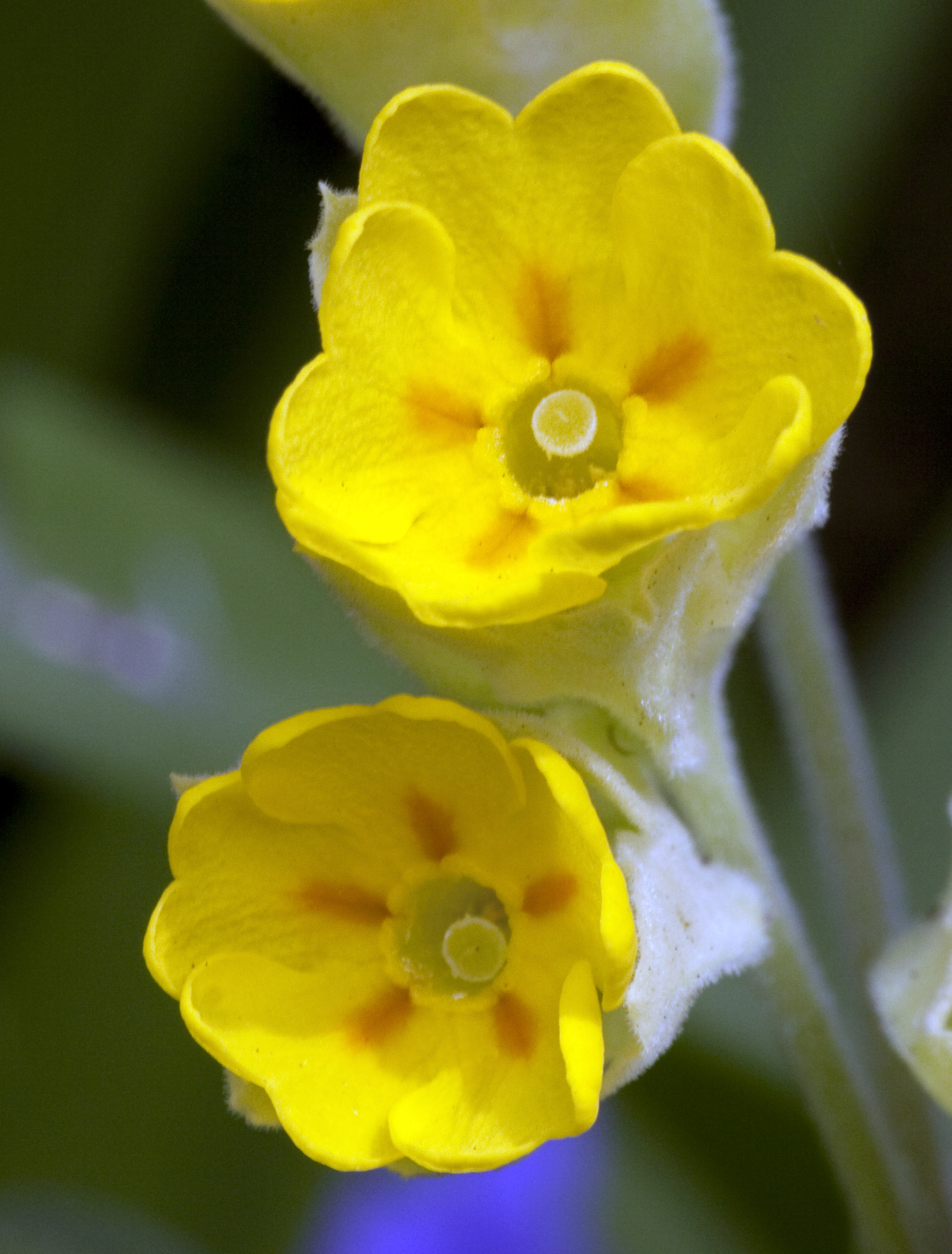
Detalle de la flor

Primula veris es una especie del género Primula, cuyo hábitat comprende la mayor parte de las regiones templadas de Europa y Asia, excepto las zonas más septentrionales, incluido el norte de Escocia.

## Descripción
Es una planta herbácea, perenne de crecimiento bajo que forma una roseta de hojas de entre 5-15 cm de largo y 2-6 cm de ancho. Las flores amarillo intenso surgen entre los meses de abril y mayo formando ramilletes de 10 a 30 flores sobre un único tallo de 5 a 20 cm de alto, cada flor tiene entre 9 y 15 mm de anchura.
Es fácilmente confundida con Primula elatior Hill, una especie estrechamente emparentada con ella y con la que comparte un aspecto muy similar; sin embargo, Primula elatior tiene flores de color amarillo pálido, casi como P. vulgaris y la corola acampanada sin pliegues.

## Distribución y hábitat
Se la encuentra frecuentemente en terrenos más abiertos que Primula vulgaris, como prados, dehesas, dunas costeras y sobre acantilados. Suele ser utilizada para cubrir arcenes de autopistas y ajardinar isletas o borduras como parte de la ornamentación paisajística en las ciudades.

## Ecología
Esta planta es el alimento favorito de los conejos silvestres.

## Usos medicinales
En herboristería se la utiliza como diurético, expectorante y antiespasmódico, así como para el tratamiento de dolores de cabeza, tos, temblores y otras dolencias.

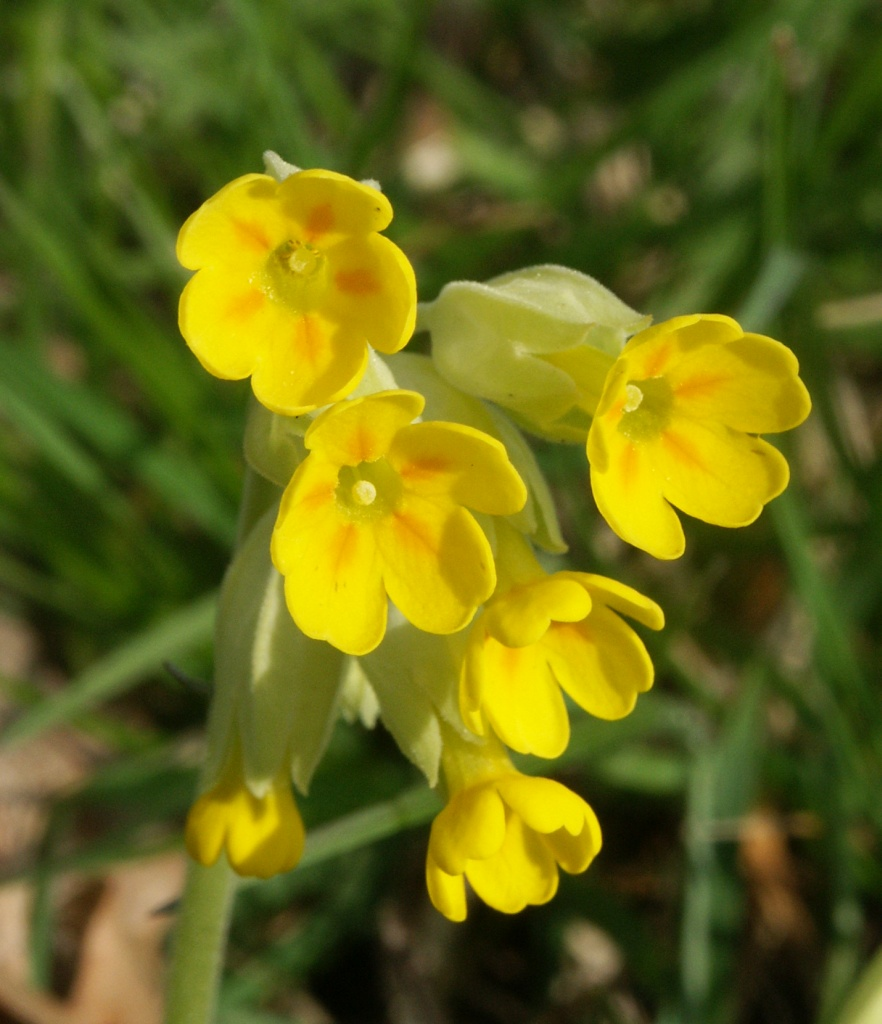
flores.

## Taxonomía
Primula veris fue descrita por Carlos Linneo y publicado en Species Plantarum 1: 142–143. 1753.

## Etimología
Primula: nombre genérico que proviene del latín primus o primulus = "primero", y refiriéndose a su temprana floración, ya en febrero. En la época medieval, la primavera fue llamada primula veris o "primogénita de primavera".
veris: epíteto latino que significa "verdadero, genuino".

## Citología
Número de cromosomas de Primula veris (Fam. Primulaceae) y táxones infraespecíficos: 2n=22
Variedades
- Primula veris veris
- Primula veris canescens en Europa central
- Primula veris collumnae en Europa del sur
- Primula veris macrocalyx en Rusia
- Primula veris subsp. suaveolens (Bertol.) Gutermann & Ehrend. 1973

Sinonimia
- Primula columnae Ten.
- Primula justini Sennen & Elías
- Primula officinalis subsp. columnae (Ten.) Widmer
- Primula officinalis var. canescens Opiz in Bercht. & Opiz
- Primula officinalis var. suaveolens (Bertol.) Gren. in Gren. & Godr.
- Primula officinalis (L.) Hill
- Primula suaveolens Bertol.
- Primula thomasinii Gren. in Gren. & Godr.
- Primula veris subsp. canescens (Opiz) Hayek
- Primula veris subsp. columnae (Ten.) Maire & Petitm.
- Primula veris subsp. suaveolens (Bertol.) Gutermann & Ehrend.
- Primula veris subsp. veris L.
- Primula veris var. officinalis L.[6]

## Genoma y su relación con la autopolinización
Recientemente se ha descubierto que los genes de Primula veris forman una estrategia para prevenir la autopolinización a través de la generación de flores con diferentes formas.
Para evitar la autofecundación, algunas plantas han desarrollado heterostilia, es decir, la formación de dos o más variedades de flores con posiciones complementarias de los órganos de ambos sexos de tal manera que el polen deba ser transferido entre plantas para que el apareamiento se produzca.
En la prímula, existen dos variedades de flores y cada planta tiene una de ellas: los conocidos desde hace mucho tiempo como "alfileres", o L-morfos que tienen pistilos femeninos cerca de la superficie de la flor y estambres que generan polen en la parte profunda dentro de la flor y "thrums" o S-morfos en el que las posiciones de ambos sexos se encuentran invertidas. Los polinizadores que inciden profundamente en los alfileres sólo permiten transferir el polen a las flores S-morfas y aquellos que recogen el polen en la superficie de S-morfas sólo pueden polinizar con éxito a L-morfas.
Un estudio reciente que utilizó el 63 por ciento del genoma de dicha planta permitió comparar los datos de transcripción de dos especies de Primula estrechamente relacionados (P. vulgaris). Se identificaron 113 genes que se expresaron de forma diferente entre las plantas con los dos tipos diferentes de flores. Un gen en particular, PveGLO2, fue al parecer un gen único para las especies Primula y fue completamente silenciado en las largas flores L-morfas o alfileres.
Este genoma representa el primero ensamblado a partir de especies heterostilas.

## Nombre común
Aurícula, bellorita, bellorita blanca, bellorita de Jaraba, bellorita de oro, campanillas, chocolateras, clavelina, flor de primavera, flor de San José, gayadas, gordolobillo, hierba de la parálisis, hierba de San José, hierba de San Pablo, hierba de San Pedro, hierba de San Pedro menor, matrimonios, pan de pecú, paniqueses, paniquesetes, pan y quesillo, peculilla, pichilines de San José, platanetes, primavera, primavera común, primaveras, primicia de amistades, primicia del sol, primicias del sol, prímula, vellorita, vellorita de oro, verbásculo, yerba de la parálisis, yerba de San Pablo, yerba de San Pablo menor, yerba de San Pedro, yerba de San Pedro menor.